# کرویتستال
کرویتستال (به آلمانی: Kreuztal) شهری در ایالت نوردراین-وستفالن در کشور آلمان است.